# سرگذشت واگنر
سرگذشت واگنر یا قضیه واگنر (آلمانی: Der Fall Wagner) کتابی از فیلسوف فریدریش نیچه می‌باشد. این کتاب در سال ۱۸۸۸ چاپ شد. کتاب، انتقادی از ریشارد واگنر است و در حقیقت اعلامیهٔ جداشدنِ نیچه از هنرمندِ آلمانی بخاطرِ درگیری بیش از حد در طرفداری از نظریات بوشکویچ و یهودستیزی از دیدِ نیچه بود.